# غوبفي
غوبفي (بالإنجليزية: Güpfi)‏ هو أحد جبال سلسلة جبال الألب أوري ويقع في كانتون أوبفالدن في سويسرا. يحتل المرتبة رقم 376 في قائمة جبال سويسرا من حيث الارتفاع، إذ يبلغ ارتفاعه حوالي 2043 متر، بينما يبلغ ارتفاع نتوء الجبل 381 متر.